# 신기원
신기원은 대한민국의 MBC 보도국 기자이다.

## 경력
- 2002년 : 부산일보 기자 입사
- 2004년 : 연합뉴스 기자 입사
- 2007년 1월 8일 MBC 기자 입사

## 진행
- MBC 뉴스투데이 앵커 진행 : 2008년 3월 29일 ~ 2009년 5월 2일